# Алифбеков, Рустам
Рустам Алифбеков (род. 1968) — советский и таджикистанский футболист, защитник и нападающий.

## Биография
Рустем Алифбеков родился в 1968 году.
Играл в футбол на позициях защитника и нападающего. В 1990—1991 годах выступал в советской второй низшей лиге за «Худжанд» из Ленинабада / Худжанда. В первом сезоне провёл 28 матчей, забил 4 мяча, во втором на его счету 24 поединка и 1 гол.
В 1993 году провёл 9 матчей в чемпионате Казахстана за алма-атинский «Кайрат», голов не забивал. По ходу сезона перебрался в душанбинский «Памир», за который играл до 1995 года. В 1993 и 1994 годах завоевал серебряные медали, в 1995 году — золотую.
В июне 1993 года провёл 2 товарищеских матча за сборную Таджикистана. Дебютным стал поединок 2 июня в Ашхабаде против сборной Туркменистана (0:6), который он отыграл полностью.

## Достижения

### Командные
«Памир»
- Чемпион Таджикистана (1): 1995.
- Серебряный призёр чемпионата Таджикистана (2): 1993, 1994.